# Gerard Jacobs (schrijver)
Gerard Jacobs (1953) is een Nederlands schrijver en journalist. Ook geeft hij geeft les op de School voor Journalistiek in Utrecht. Hij werkte jarenlang als correspondent voor de Volkskrant in het Midden-Oosten en Afrika. Hij reisde door Siberië en publiceerde Reis Naar De Rand Van De Wereld en Goudkoorts, verhalen over de knekelvelden van het communisme. Beide boeken werden verfilmd. De documentaire Stalin had een brug beloofd won een Gouden Kalf op het Nederlands Film Festival in 1996 en werd ook in het buitenland onderscheiden.